# Еди Марфи
Едвард „Еди” Реган Марфи (енгл. Edward "Eddie" Regan Murphy; Бруклин, 3. април 1961) је амерички глумац и комичар, добитник Златног Глобуса (Golden Globe), Греми награде (Grammy Award), награде Скрин Акторс Гилд (Screen Actors Guild) (на српском, Награда еснафа филмских глумаца), а био је номинован и за награду Оскар, Америчке филмске академије. Еди Марфи, окушао се такође и као певач, али без неког већег успеха. Еди је започео своју каријеру у Рузвелтовом центру младих (Roosevelt Youth Center), у Њујорку на Лонг Ајленду, где је и одрастао. У 19. години он постаје извођач у НБЦ-овом шоу програму „Суботом увече уживо” (Saturday Night Live), недуго пошто је матурирао у Рузвелтовој јуниор-сениор средњој школи (Roosevelt Junior-Senior High School). У његове улоге биле су укључене: пародија Баквета (Buckwheat) из Малог Раскала (Little Rascals) и црначка-гето верзија (inner-city black version) Фред Роџерса (Fred Rogers) позната као „Мистер Робинсон” ("Mr. Robinson"). Бивши „СНЛ” (SNL) писац Маргарет Хумперт (Margaret Humphert) изјавила је да су Еди Марфи и Бил Мари (Bill Murray) два најталентованије човека у историји шоу бизниса. Марфи напушта шоу средином сезоне 1983–1984, појављујући се у остатку те сезоне само у филмованим скечевима.
Марфи је касније глумио у многим комедијама укључујући у то и серију филмова „Полицајац са Беверли хилса” (“Beverly Hills Cop”), постајући тако један од највише плаћених глумаца у Холивуду. Био је почаствован номинацијама за Годлен Глобус (Златни глобус) награду за најбољег глумца у комедијама и мјузиклима, за његове улоге у филмовима „Полицајац са Беверли Хилса” (Beverly Hills Cop), „Берза” (“Trading Places”) (код нас приказиван такође под називом „Коло среће") и „Откачени професор” ("The Nutty Professor"). У 2007. години добио је награду Златни глобус за улогу у филму „Девојке из снова” („Девојке из снова”).
Он је добро познат и као „позајмљивач гласа” (voice actor) за улоге Пи-Џеја и Магарца у серијалу “Шрек” (“Shrek”) и улогу кинеског змаја Мушу у Дизнијевом “Мулану” (“Mulan”), у продукцији Компаније Волта Дизнија. Мерфи је учинио значајан отклон од осталих и по томе што је глумио у више филмских серијала него било који други глумац у Холивуду. У ове његове филмове убрајају се „Полицајац са Беверли Хилса II” (1987) „Нових 48 сати” (Another 48 Hrs) (1990), „Полицајац са беверли хилса III” (1994), „Доктор Дулитл 2” (2001), „Откачени професор II” (2000), „Шрек” (2001), „Шрек 2” (2004), „Шрек 3” (2007) и „Шрек срећан заувек” (2010).
У неким од својих филмова он је играо вишеструке улоге као додатак његовом главном лику, као у филмовима, „Долазак у Америку” ("Coming to America"), где игра четири радикално различита карактера, затим „Откачени професор”, где је одглумио већину чланова Кламп клана, и у филму који треба да се прикаже 2007. под називом Норбит („Norbit”). Још један заштитни знак Едија Марфија је његов дубоки, заразни и у значајној мери шашави смех („еХеХеХ” - смејање у „рикверц”). У анкети из 2005. године везаној за избор „Комедијског Комичара” („The Comedian's Comedian”) он је изабран у врх топ-листе међу 50 најбољих улога у комедијама икада одиграних, и то од стране својих колега комичара и других учесника комедија. старији брат Едија Марфија, Чарли Марфи, је такође глумац, од скора највише познат захваљујући његовом појављивању у „Чапеловом шоу” (“Chappelle's Show”)

## Биографија

### Рани дани
Еди Марфи је рођен у Бруклину, Њујорк. Његов отац, Чарлс Марфи (Charles Q. Murphy), по занимању полицајац и уз то још и комичар аматер, напустио је породицу када је Еди имао три године, да би касније био избоден до смрти, у време када је Едију било осам година.. Еди и његов брат Чарли и полубрат Вернон Линч, јуниор, (Vernon Lynch, Jr.) одрастали су уз њихову мајку Лилијен Марфи (Lillian Murphy), службеницу телефонске компаније, и њиховог поочима Вернона Линча (Vernon Lynch), који је био пословођа у Брејерсовој (Breyers) фабрици сладоледа. Марфија су сматрали за изванредно паметно и бистро дете, али уместо да се опроба у неким од програма предвиђених за младе таленте, он је највећи део времена трошио на извођење имитација и причање вицева пред публиком, запостављајући тако „школовање“ свога талента. Негде у узрасту од 15 година, он је почео да пише и изводи своје сопствене програме заједно са његовим партнером, комичарем Мичелом Кисером (Mitchell Kyser), у омладинским центрима и локалним клубовима, једнако као и у пред публиком Рузвелтове средње школе. Ови програми били су под великим утицајем Била Козбија и Ричарда Прајора. Према речима његовог бившег менаџера, Ујиме (Ujima), који је први пут упознао Марфија када су се он и Кисер пријавили на аудицију за шоу талената који је одржан јула месеца, 1977, "Еди би тада, свакоме ко би хтео да га слуша, рекао да ће његово име ући у „свакодневну употребу“ до времена када му буде 19. година, и да је то управо оно што ће се тачно десити."

## Филмографија
| Улоге Едија Марфија |                               |               |                       |          |
| Година              | Српски назив                  | Изворни назив | Улога                 | Напомена |
| 1982.               | 48 сати                       |               | Реџи Хамонд           |          |
| 1983.               | Берза                         |               | Били Реј Валентајн    |          |
| 1983.               |                               |               | себе                  |          |
| 1984.               | Најбоља одбрана               |               | поручник Т. М. Лендри |          |
| 1984.               | Полицајац са Беверли Хилса    |               | Аксел Фоли            |          |
| 1986.               | Златно дете                   |               | Чендлер Џарел         |          |
| 1987.               | Полицајац са Беверли Хилса 2  |               | Аксел Фоли            |          |
| 1987.               |                               |               | себе                  |          |
| 1988.               | Принц открива Америку         |               | принц Аким            |          |
| 1989.               | Харлемске ноћи                |               | Квик                  |          |
| 1990.               | Још 48 сати                   |               | Реџи Хамонд           |          |
| 1992.               | Бумеранг                      |               | Маркус Грејем         |          |
| 1992.               | Уважени господин              |               | Томас Џеферсон Џонсон |          |
| 1994.               | Полицајац са Беверли Хилса 3  |               | Аксел Фоли            |          |
| 1995.               | Вампир у Бруклину             |               | Максимилијан          |          |
| 1996.               | Откачени професор             |               | Шерман Кламп          |          |
| 1997.               | Метро                         |               | Скот Ропер            |          |
| 1998.               | Мулан                         |               | кинески змај Мушу     |          |
| 1998.               | Доктор Дулитл                 |               | доктор Џон Дулитл     |          |
| 1998.               | Свети човек                   |               | Г.                    |          |
| 1999.               | Доживотна робија              |               | Рејфорд Гибсон        |          |
| 1999.               | Боуфингер                     |               | Кит Ремзи             |          |
| 2000.               | Откачени професор 2: Клампови |               | Шерман Кламп          |          |
| 2001.               | Шрек                          |               | Магарац               |          |
| 2001.               | Доктор Дулитл 2               |               | доктор Џон Дулитл     |          |
| 2002.               | Шоутајм                       |               | Треј Селарс           |          |
| 2002.               | Авантуре Плуто Неша           |               | Плуто Неш             |          |
| 2002.               | Ја шпијун                     |               | Кели Робинсон         |          |
| 2003.               | Татино обданиште              |               | Чарли Хинтон          |          |
| 2003.               | Уклето имање                  |               | Џим Еверс             |          |
| 2004.               | Шрек 2                        |               | Магарац               |          |
| 2006.               | Девојке из снова              |               | Џејмс 'Тандер' Ерли   |          |
| 2007.               | Норбит                        |               | Норбит Рајс           |          |
| 2007.               | Шрек 3                        |               | Магарац               |          |
| 2008.               | Све о Дејву                   |               | Дејв/капетан          |          |
| 2010.               | Шрек срећан заувек            |               | Магарац               |          |
| 2021.               | Принц открива Америку 2       |               | принц/краљ Аким       |          |
| 2027.               | Шрек 5                        |               | Магарац               |          |